# Episkopalkirche von Jerusalem und dem Nahen Osten
Die Episkopalkirche von Jerusalem und dem Nahen Osten (englisch Episcopal Church in Jerusalem and the Middle East) ist eine Mitgliedskirche der Anglikanischen Gemeinschaft. Ihr Gebiet erstreckt sich über Israel, Palästina, den Irak, Iran, Zypern, Bahrain, Katar, Jemen, Oman, Vereinigte Arabische Emirate und Kuwait. 

## Geschichte
Die Ursprünge gehen ins Jahr 1841 zurück, als von der anglikanischen Church of England und der Evangelischen Kirche in Preußen ein gemeinsames Bistum Jerusalem gegründet wurde. Dieses wurde 1887 rein anglikanisch. Die anglikanische Diözese Jerusalem umfasste den gesamten Nahen Osten. 1920 wurde die Diözese Ägypten und der Sudan als eigene Diözese ausgegliedert, aus dieser wurde 1945 wiederum die Diözese Sudan ausgegliedert und dem vom Erzbischof von Canterbury unterstellt. 1957 wurde die Diözese Jerusalem zum Erzbistum erhoben und erhielt neben der Diözese Ägypten, auch die Diözese Sudan und die Diözese Persien (Diocese of Persia) sowie die Juli 1957 gegründete Diözese Jordanien, Libanon und Syrien als Suffraganbistum; es blieb aber in der Province of Canterbury. 1974 wurde die Diözese Sudan wieder aus dem Kirchenverband von Jerusalem herausgenommen und unter die Aufsicht des Erzbischofs von Canterbury gestellt, der es 1976 in die Unabhängigkeit entließ. 1976 wurde die Diözese Jordanien, Libanon und Syrien wieder in die Diözese Jerusalem integriert und die restlichen Diözesen als Episkopalkirche von Jerusalem und dem Nahen Osten zur selbständigen Kirchenprovinz erhoben, wobei die Diözese von Zypern und dem Golf noch als vierte Diözese hinzukam. Am 29. Juni 2020 wurde die  Diözese Ägypten mit Nordafrika und dem Horn von Afrika, die außer Ägypten auch Algerien, Tunesien, Libyen, Äthiopien, Somalia, Eritrea und Dschibuti umfasste, als Episcopal / Anglican Province of Alexandria zu einer eigenständigen Provinz der Anglikanischen Gemeinschaft erhoben.

## Gliederung
Die Provinz umfasst drei Diözesen in 14 Ländern:
| Diözese                                   | Staat                                                                    | Bischof                                 | Karte                                                                        |
| ----------------------------------------- | ------------------------------------------------------------------------ | --------------------------------------- | ---------------------------------------------------------------------------- |
| Iran (Sitz: Isfahan)                      | Iran                                                                     | vakant (letzter Bischof: Azad Marshall) | Diözese von Iran Diözese von Jerusalem Diözese von Zypern und die Golfregion |
| Jerusalem                                 | Israel Palästina Jordanien Libanon Syrien                                | Hosam Naoum (Liste der Bischöfe)        | Diözese von Iran Diözese von Jerusalem Diözese von Zypern und die Golfregion |
| Zypern und die Golfregion (Sitz: Nikosia) | Zypern Bahrain Irak Jemen Katar Kuwait Oman Vereinigte Arabische Emirate | Michael Lewis                           | Diözese von Iran Diözese von Jerusalem Diözese von Zypern und die Golfregion |

## Primas
- 1976–1986 Hassan Dehqani-Tafti (Bischof von Iran)
- 1986–1997 Samir Kafity (Bischof von Jerusalem)
- 1997–2000 Ghais Abdel Malik (Bischof von Ägypten)
- 2000–2002 Iraj Mottahedeh (Bischof von Iran)
- 2002–2007 Clive Hendford (Bischof in Zypern und dem Golf)
- 2007–2017 Mouneer Hanna Anis (Bischof von Ägypten)
- 2017–2019 Suheil Dawani (Bischof von Jerusalem)
- 2019–2023 Michael Lewis (Bischof in Zypern und dem Golf)
- seit 2023 Hosam Naoum (Bischof von Jerusalem)